# Paris Concert
Paris Concert és un àlbum de piano solo en viu del pianista estatunidenc Keith Jarrett, i llançat pel segell ECM. Va ser gravat el 17 d'octubre de 1988 a la Salle Pleyel de París, França, davant d'una audiència en viu.
La primera pista de l'àlbum es titula simplement 17 d'octubre de 1988, el nom del dia del concert. És una improvisació de 38 minuts de durada sense pausa. Els primers 7 a 8 minuts amb una certa influència clàssica, gairebé ostinato coral en do menor, recorda molt a un himne religiós tocat en un orgue. Després de sortir d'aquest desenvolupament melòdic, Jarrett toca una repetició de greus reiterats amb la mà esquerra que recorda un rock-ish, i en la seva mà dreta s'improvisa amb notes molt intenses, de vegades quasi sinistres línies en fa menor i si bemoll menor. Després de resoldre de nou amb els temes lents del barroc amb estil nou, conclou.
El segon tema, una balada del compositor de jazz nord-americà Russ Freeman i Gladstone Jerry titulat The Wind, és relativament breu amb poc més de sis minuts de durada; Jarrett utilitza gran part de la seva formació clàssica i tècnica per a embellir la melodia lírica.
L'última peça és un "blues" improvisat (en do major) que es farien habituals en els concerts de Jarrett post-Paris Concert.

## Temes
1. October 17, 1988 – 38:23
2. The Wind (Russ Freeman, Jerry Gladstone) - 6:32
3. Blues - 5:22

Totes les composicions de Keith Jarrett excepte les incicades.